# Капско бърне
Капско бърне (Anas capensis) е вид птица от семейство Патицови (Anatidae).

## Разпространение и местообитание
Разпространен е в Ангола, Ботсвана, Етиопия, Замбия, Зимбабве, Кения, Демократична република Конго, Мозамбик, Намибия, Нигер, Нигерия, Судан, Танзания, Чад и Южна Африка.